# École nationale de cinéma du Danemark
L'École nationale de cinéma du Danemark (en danois : Den Danske Filmskole) est une institution indépendante créée en 1966 et placée sous la tutelle du ministère danois des Affaires culturelles. 
L'école est établie à Holmen, un quartier du port de Copenhague, au Danemark.

## Histoire
L'école de cinéma a été fondée en 1966 à Christianshavn par le réalisateur et théoricien du cinéma Theodor Christensen. Il s'agit du seul programme d'enseignement supérieur public danois dans le domaine de la production cinématographique et télévisuelle. Les autres écoles sont privées et nettement plus petites. Pour être admis à l'école, il faut présenter un film. L'admission a lieu tous les deux ans, et environ six nouveaux étudiants rejoignent chaque programme d'études, qui comprend : réalisateur, producteur, scénariste, directeur de la photographie, monteur, ingénieur du son.
Lars von Trier a été l'un des plus jeunes étudiants de l'histoire. 

## Anciens élèves
- Bille August (1973)
- Krass Clement (1978)
- Rumle Hammerich (1979)
- Åke Sandgren (1979)
- Lars von Trier (1982)
- Vladimir Oravsky (1982)
- Lone Scherfig (1984)
- Susanne Bier (1987)
- Niels Arden Oplev (1987)
- Anthony Dod Mantle (1989)
- Carsten Fromberg (1989)
- Thomas Vinterberg (1993)
- Per Fly (1993)
- Peter Flinth (1993)
- Ole Christian Madsen (1993)
- Reza Parsa (1995)
- Anders Morgenthaler (1998)
- Dagur Kári (1999)
- Pernille Fischer Christensen (1999)
- Christoffer Boe (2001)
- Daniel Espinosa (2001)
- Eva Mulvad (2001)
- Christian Holten Bonke (2005)
- Anders August (en) (2007)